# Laternaria ducalis
Laternaria ducalis är en insektsart som beskrevs av Stsl 1863. Laternaria ducalis ingår i släktet Laternaria och familjen lyktstritar. Inga underarter finns listade i Catalogue of Life.